# 仁部智
仁部 智（にべ さとし、1980年1月10日 - ）は、秋田県由利本荘市出身の元プロ野球選手（投手）。

## 来歴
小学校より野球を始めるが中学時代までは控え投手兼外野手。当時同市郡内に全県優勝したチームがあり小学校時代には全県大会出場が阻まれたり、チームとしても個人としても殆ど無名の存在。秋田県立本荘高等学校で1年次には外野手でベンチ入りし、2年時よりエース投手として定着。後にプロ入りした石川雅規や藤田太陽、高卒時にニューヨーク・メッツと契約した後松重栄（大曲工業高等学校）とともに県内では注目される存在になった。関西遠征で大阪桐蔭と練習試合をした際に、好きな選手を3人やるから転校させるようにスカウトされた（当時の同校のエースは左腕の谷口悦司）。全国的には東北学院大学で2年から頭角を表す。4年春の対宮城教育大学戦では16奪三振を記録し最優秀投手、秋は仙台大学戦で延長13回を投げてノーヒットノーランに抑えるが引き分け、最終節では当時リーグ26連覇中の東北福祉大学を相手に初戦は完封勝利したが、優勝には届かず、ベストナインに選出。リーグ通算36試合、19勝9敗。
卒業後、TDKに入社し、1年目は都市対抗野球に補強選手として先発を経験。2003年の第74回都市対抗野球大会や第30回社会人野球日本選手権大会出場に貢献する。2003年のドラフト5巡目で広島東洋カープに入団。
中継ぎ左腕として期待されたが、目立った活躍はできないまま2007年限りで戦力外通告を受けた。
2008年からは秋田に帰郷し、クラブチームのユーランドクラブに所属。
現在は、旧ユーランドクラブのメンバーが中心となって2009年3月に結成されたクラブチームのゴールデンリバースに所属しプレーしている。秋田精工株式会社に勤務。

## 人物
身長166cmは2007年時点での12球団の中で最小の投手だった。野手を含めると中日ドラゴンズの鎌田圭司の162cmが最小だったが、両選手とも2007年オフにそれぞれの所属していた球団から戦力外通告を受けた。

## 詳細情報

### 年度別投手成績
| 年 度     | 球 団     | 登 板 | 先 発 | 完 投 | 完 封 | 無 四 球 | 勝 利 | 敗 戦 | セ 丨 ブ | ホ 丨 ル ド | 勝 率 | 打 者 | 投 球 回 | 被 安 打 | 被 本 塁 打 | 与 四 球 | 敬 遠 | 与 死 球 | 奪 三 振 | 暴 投 | ボ 丨 ク | 失 点 | 自 責 点 | 防 御 率 | W H I P |
| --------- | --------- | ----- | ----- | ----- | ----- | -------- | ----- | ----- | -------- | ----------- | ----- | ----- | -------- | -------- | ----------- | -------- | ----- | -------- | -------- | ----- | -------- | ----- | -------- | -------- | ------- |
| 2004      | 広島      | 1     | 0     | 0     | 0     | 0        | 0     | 0     | 0        | --          | ----  | 10    | 2.0      | 1        | 1           | 3        | 0     | 0        | 3        | 0     | 0        | 2     | 2        | 9.00     | 2.00    |
| 2005      | 広島      | 7     | 0     | 0     | 0     | 0        | 0     | 0     | 0        | 1           | ----  | 20    | 3.1      | 6        | 0           | 4        | 0     | 0        | 2        | 0     | 0        | 4     | 4        | 10.80    | 3.00    |
| 通算：2年 | 通算：2年 | 8     | 0     | 0     | 0     | 0        | 0     | 0     | 0        | 1           | ----  | 30    | 5.1      | 7        | 1           | 7        | 0     | 0        | 5        | 0     | 0        | 6     | 6        | 10.13    | 2.63    |

### 記録
- 初登板：2004年7月4日、対読売ジャイアンツ18回戦（広島市民球場）、7回表に5番手で救援登板、2回2失点
- 初奪三振：同上、7回表に二岡智宏から見逃し三振
- 初ホールド：2005年7月6日、対横浜ベイスターズ6回戦（広島市民球場）、9回表1死に4番手で救援登板、1/3回無失点

### 背番号
- 34 （2004年 - 2006年）
- 63 （2007年）